# São Joaquim da Barra
São Joaquim da Barra é um município brasileiro do estado de São Paulo pertencente a Aglomeração Urbana de Franca. Sua população estimada em 2024 pelo IBGE era de 49 815 habitantes.

## História
O município já se chamou Juçara, São Joaquim de Oiçaí, São Joaquim de Nuporanga, Capão do Meio e São Joaquim, acrescentou-se o termo "da Barra" ao nome por causa do Córrego da Barra, divisor dos municípios de Ipuã e São Joaquim da Barra e pouso habitual de viajantes e tropeiros no percurso entre Ipuã e Nuporanga.
O município surgiu no início do século XIX, devido ao êxodo dos moradores do sul da província de Minas Gerais, atraídos pela riqueza da terra, pelo clima agradável e boas aguadas. Nascia o povoado de São Joaquim quase 100 anos depois disto, em 1898. 
Os primeiro moradores e fundadores, em destaque para Manuel Gouveia de Lima e seu irmão João Miguel de Lima, João Batista da Silveira e Francisco de Lima; espalhados e isolados pelas beiras de córregos e riachos, sentiram a necessidade de maior convívio social e organizaram uma comissão para obter fundos e adquirir algumas terras que constituíssem patrimônio de uma povoação. José Esteves de Lima arrematou em leilão público, na comarca de Nuporanga, em 21 de janeiro de 1895, uma área situada na fazenda “São Joaquim”. Juntamente com eles veio Manuel Damásio Ribeiro, primeiro a estabelecer uma casa de comercio na região, denominada por ele como "Casa Damásio", na estrada que ligava Batatais e Nuporanga a Sant'Ana dos Olhos d'Água (hoje Ipuã). Francisco Garcia Borges, um dos fundadores, foi um grande cafeicultor, criador de gado e capitalista. 
Em 30 de maio de 1898, José Esteves de Lima e sua esposa Maria Teodora da Conceição assinaram a escritura de doação de patrimônio para a construção da primeira capela do povoado, que teve como padroeiro São Joaquim. As obras foram iniciadas em 1901, e o distrito de São Joaquim foi criado pela Lei Estadual nº 859, de 6 de dezembro de 1902. O pequeno povoado passou então a receber inúmeras pessoas chegaram de territórios vizinhos ou distantes, entre elas italianos, espanhóis e portugueses. Também no ano de 1902, era inaugurada a Estação São Joaquim pela Cia.Mogiana de Estradas de Ferro, que junto da primeira casa de comércio impulsionaram o crescimento do município.
Em 19 de dezembro de 1906 foi levado a categoria de vila pela lei nº 1038. Criado o município pela lei estadual nº 1588 de 16 de dezembro de 1917, com território desmembrado de Orlândia, elevando sua sede à categoria de cidade. 
Em 30 de novembro de 1944, pelo Decreto Lei Estadual nº 14374, o nome foi mudado para São Joaquim da Barra.

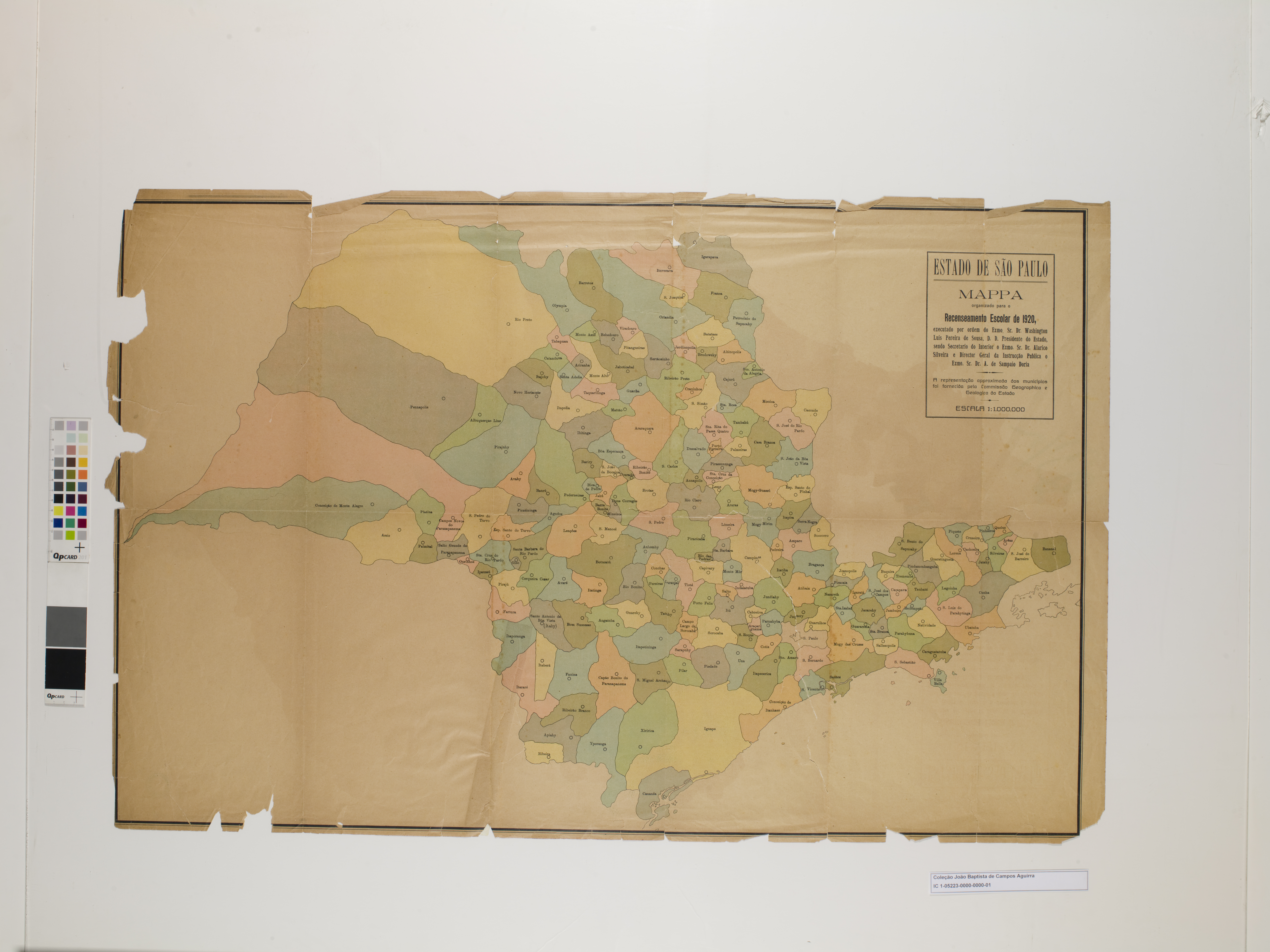
Estado de São Paulo (1920).

Em 1979 a estação ferroviária foi desativada e substituída por outra afastada da cidade, os trilhos que passavam ao centro da cidade foram retirados e deram espaço ao que hoje é a Av. Orestes Quércia.

## Geografia
A topografia do município apresenta-se ondulada, em baixadas e espigões, cujas altitudes variam entre 530 a 780 metros. O relevo faz parte do planalto Meridional do Brasil. A altitude máxima é de 780 metros acima do nível do mar e possui uma área de 412,271 km².

### Solo
É composto por terrenos areníticos-basálticos (vulcânicos), por isso em seus solos predominam a terra roxa, com grande fertilidade para a agricultura que se desenvolveu inicialmente com o café, o algodão, a soja e a cana-de-açúcar.

### Vegetação
Floresta tropical com áreas de cerrado que foram substituídas pela agropecuária deste o século passado, restando pequenos capões e matas ciliares.

### Hidrografia

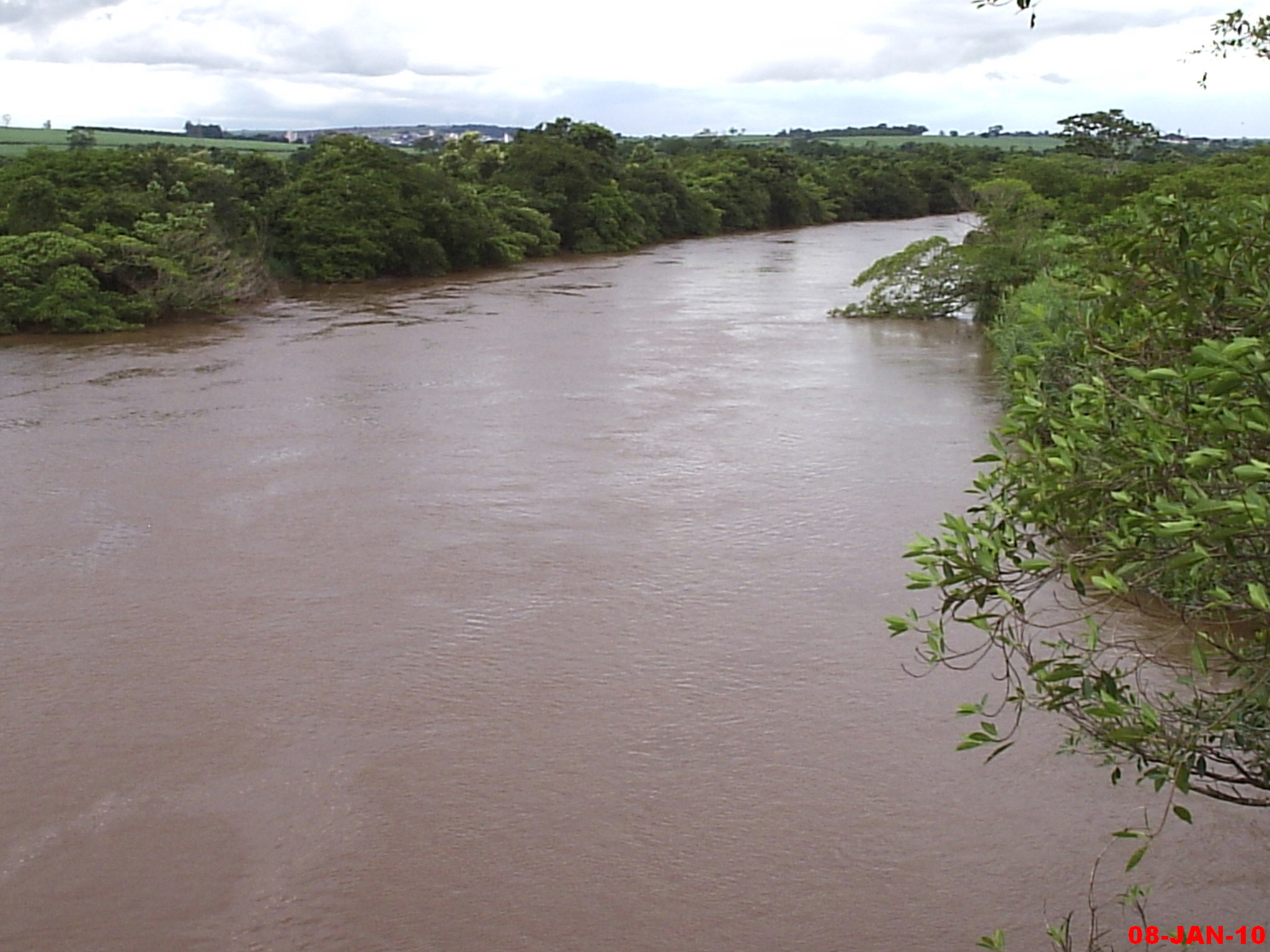
Rio Sapucaí, vendo-se a cidade ao fundo.

Córregos: Da Barra, São Pedro, Lajeado, Santa Fé, São Joaquim, Olaria e Santo Antônio. Ribeirão do Rosário (afluente do rio Pardo) que recebe os córregos: Sucuri, São Luís, Marimbondo e Milho Vermelho. 
Completam o sistema hidrográfico municipal as lagoas: Feia, Redonda e Lagoinha; e o Rio Sapucaí, principal rio da região.

### Rodovias

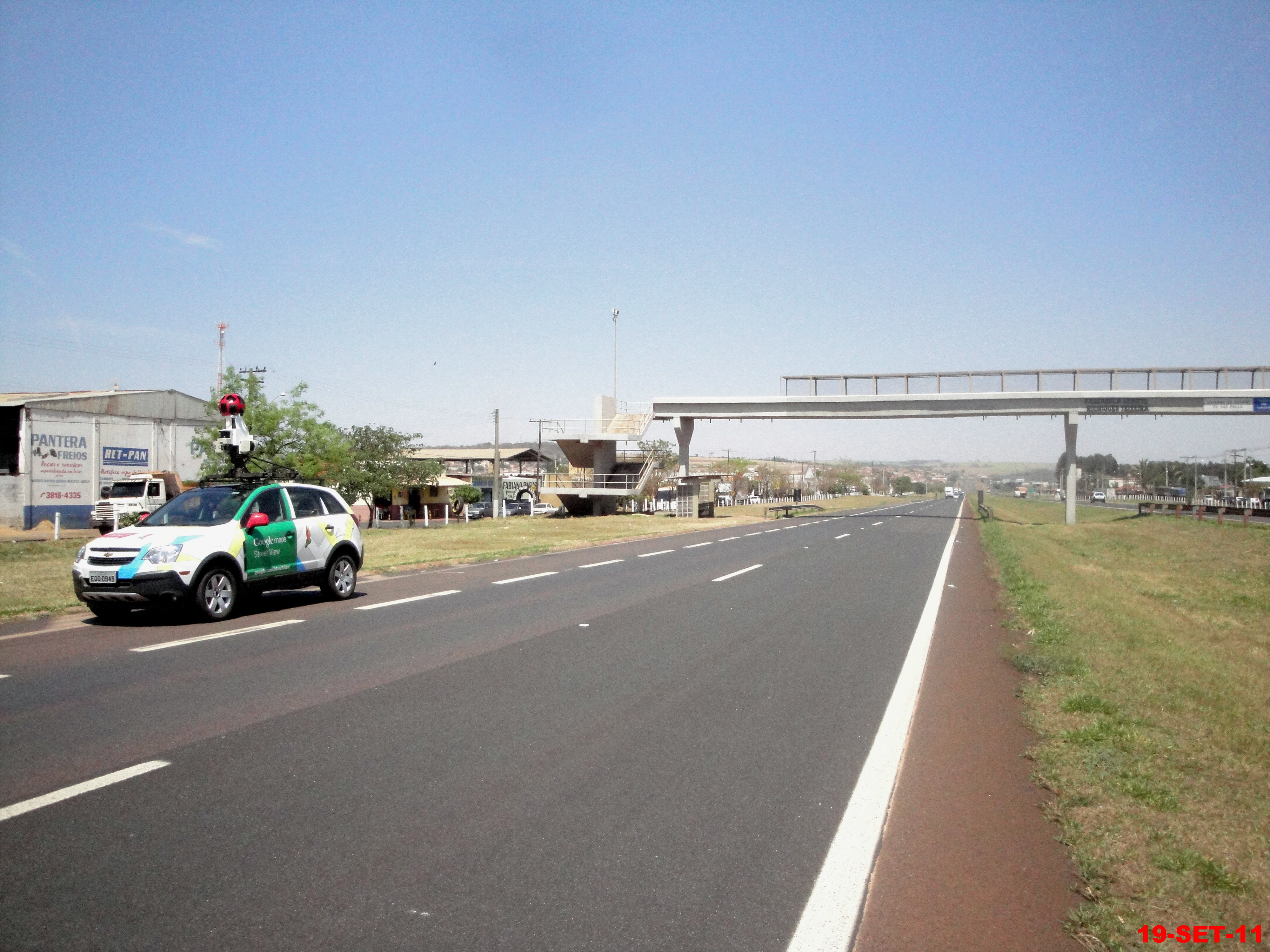
Trecho da SP-330 em São Joaquim da Barra.

- SP-345
- SP-330 - Rodovia Anhanguera

### Ferrovias
- Variante Entroncamento-Amoroso Costa da antiga Fepasa [6]

## Demografia

### População
| Crescimento populacional                             | Crescimento populacional | Crescimento populacional | Crescimento populacional |
| Ano                                                  | População Total          |                          | %±                       |
| ---------------------------------------------------- | ------------------------ | ------------------------ | ------------------------ |
| 1920                                                 | 9 130                    |                          | —                        |
| 1925                                                 | 10 031                   |                          | 9,9%                     |
| 1934                                                 | 19 643                   |                          | 95,8%                    |
| 1937                                                 | 21 000                   |                          | 6,9%                     |
| 1940                                                 | 20 504                   |                          | −2,4%                    |
| 1946                                                 | 23 045                   |                          | 12,4%                    |
| 1950                                                 | 15 766                   |                          | −31,6%                   |
| 1958                                                 | 18 482                   |                          | 17,2%                    |
| 1960                                                 | 20 189                   |                          | 9,2%                     |
| 1970                                                 | 24 359                   |                          | 20,7%                    |
| 1980                                                 | 29 305                   |                          | 20,3%                    |
| 1991                                                 | 35 964                   |                          | 22,7%                    |
| 2000                                                 | 41 587                   |                          | 15,6%                    |
| 2010                                                 | 46 512                   |                          | 11,8%                    |
| 2022                                                 | 48 558                   |                          | 4,4%                     |
| Est. 2024                                            | 49 815                   | [ 7 ]                    | 2,6%                     |
| Fontes: Censos Demográficos IBGE e Estimativas SEADE |                          |                          |                          |

## Política e administração
- Prefeito: Wagner José Schmidt (2025-2028)
- Vice-prefeito: João Luis Scarelli (2025-2028)
- Presidente da câmara: Ricardo Borges Schimidt  (2025-2026)

## Economia
Destacam-se a transformação de ferro, siderurgia e laminação, fabricação de peças para máquinas agrícolas, de fabricação de calçados, e de esmagamento de soja para óleo comestível. As usinas de açúcar e álcool também são parte da economia do município. O comércio destaca-se pela variedade de atividades, tornando o município um ponto de referência para a região.

### Agricultura

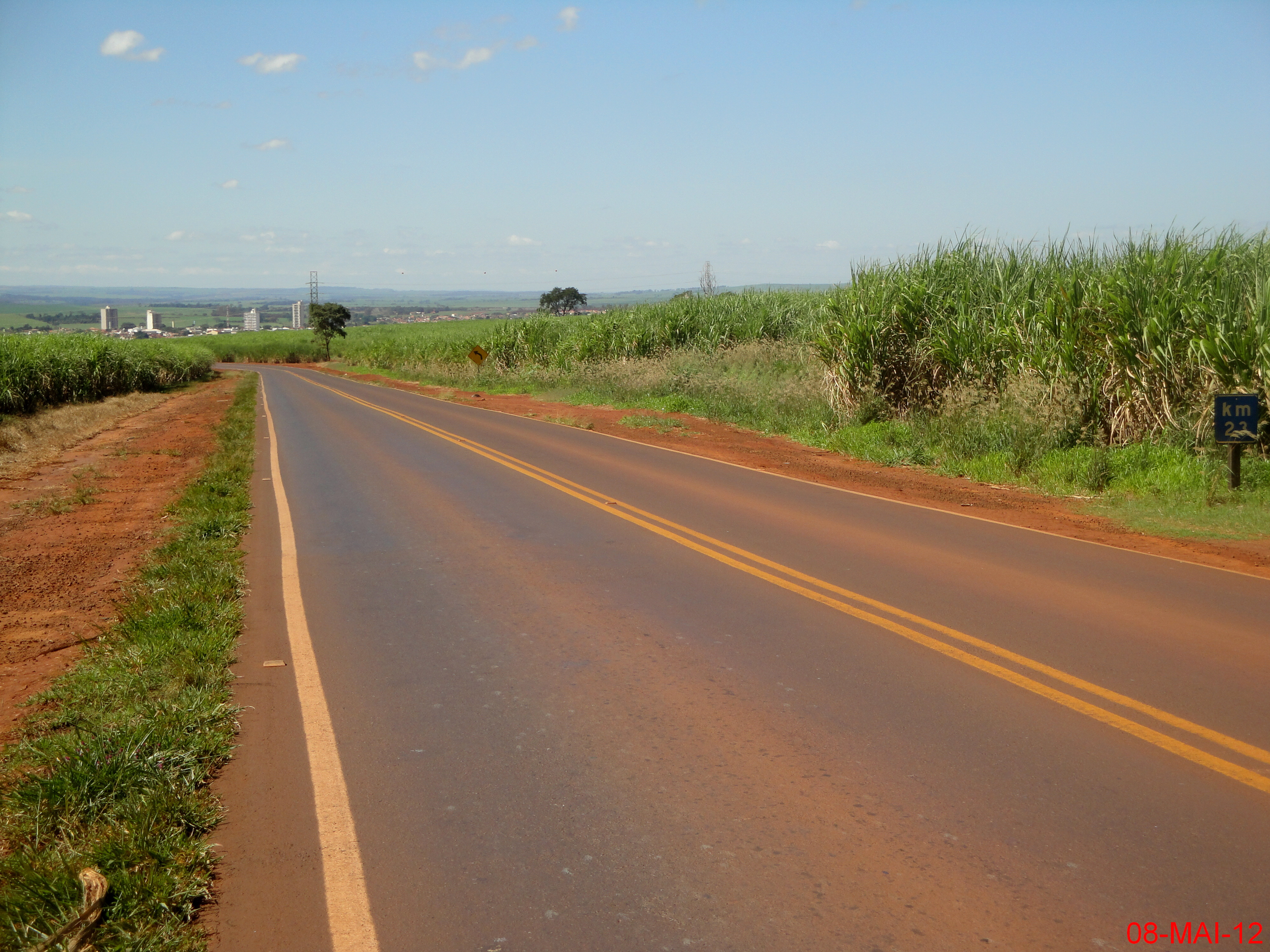
Canaviais e a cidade ao fundo.

De um total de 39.900 ha, o município tem uma área agricultável de 32.000 ha, sendo 23.000 ha de cultura de cana, 4.000 ha de cultura de soja, 2.600 ha de cultura de milho e 3.000 ha de pastagens.

### Pecuária
- Leite: o município possui aproximadamente 2.500 cabeças sendo a maioria gado cruzado e produz 1.500 litros de leite por dia e 45.000 litros por mês.
- Corte: aproximadamente 4.600 cabeças e produção de 73.600 arrobas de carne por ano.
- Suínos: a média se mantém 600 cabeças que são abatidas em torno de 150 cabeças/800 arrobas anuais.
- Avicultura: produção anual de 500.000 aves por ano e peso de 900.00K/ano.

## Infraestrutura

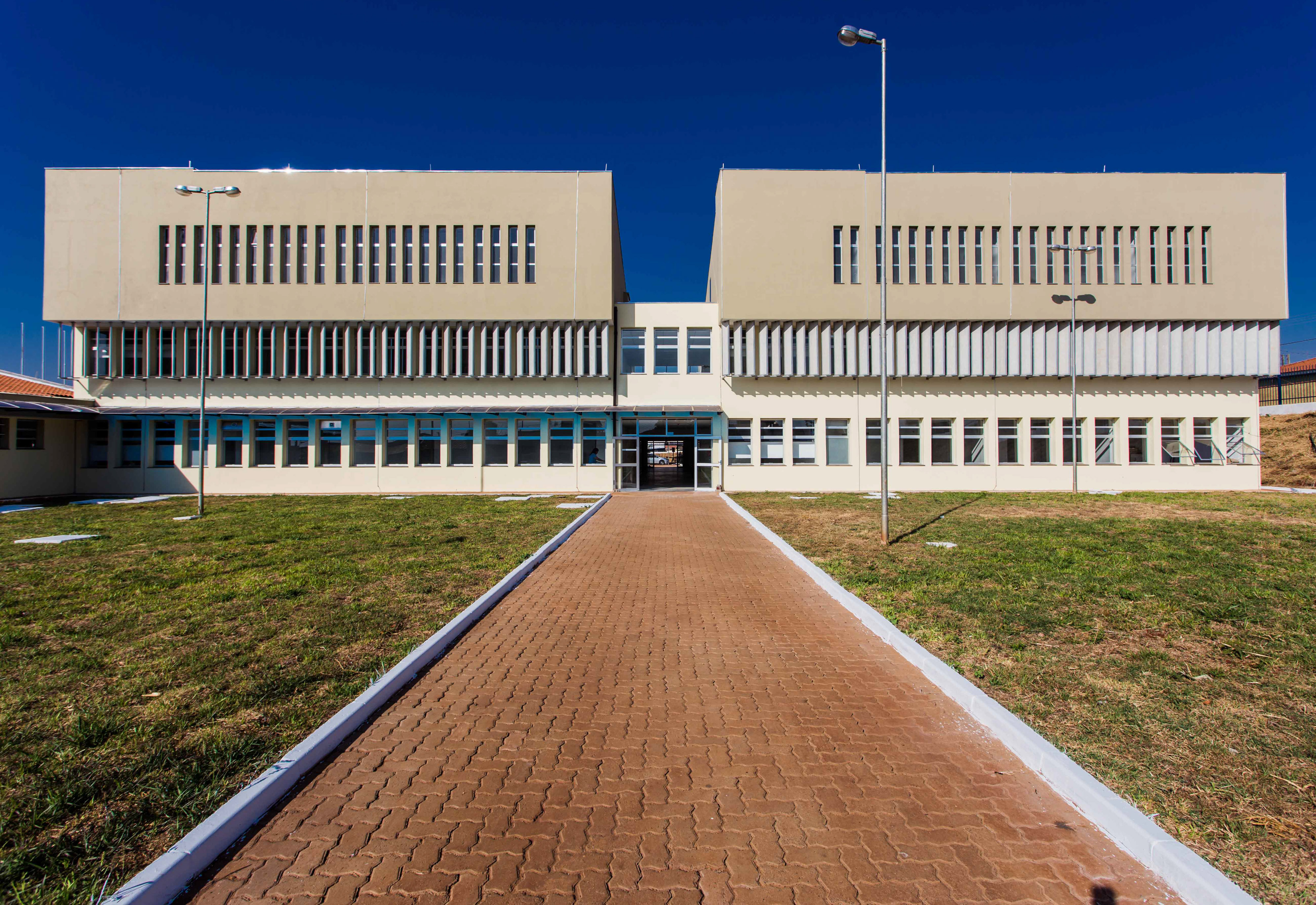
Fórum.

### Educação
Existem cinco escolas infantis particulares e os EMEIS (Escola Municipal de Educação Infantil em vários bairros; salas de aula em creches municipais e particulares, 4 CEIS e 14 pré-escolas, Ensino Supletivo-EJA (Alfabetização de Jovens e Adultos), Escola Técnica de Artes Municipal Fabiano Lozano, Biblioteca. A rede municipal de pré-escola atende mais de 2.000 alunos (2006).
Seis escolas particulares (FEAM-COC, ANGLO, Colégio Iara, Colégio Iang, Liceu Paulo Freire). Encontra-se instalada uma Unidade do Centro Estadual Tecnológico Paula Souza, a Etec Pedro Badran que oferece cursos técnicos ao município e região, o município conta com uma unidade de ensino superior (FACIG) Faculdade de Ciências Gerenciais.

### Saúde
Na área da saúde conta com os seguintes serviços de Saúde: S.U.S., com atendimento a crianças, gestantes e adultos; Santa Casa de Misericórdia, com 135 leitos,  é a proprietária do plano de Saúde "Santa Casa Saúde"; e diversas clínicas de especialidades médicas.

### Ação social
O Fundo Social de Solidariedade forma o trabalho de Assistência Social de São Joaquim da Barra. Diariamente são atendidas pessoas nos diferentes programas: manicure, cabeleireiro, corte, costura, tricô, pintura em tecido e bordado, atendimento à gestante.

### Comunicações
O sistema de telefones automáticos foi inaugurado na cidade pela Companhia de Telecomunicações do Brasil Central (CTBC), que também implantou o sistema de discagem direta à distância (DDD) em 1977 com o código de área (016).

## Cultura e lazer
A cidade não dispõe de pontos turísticos como os aspectos naturais, mas atrai turistas devido a festas e comemorações religiosas.

### Eventos
Em maio, no final do mês acontece a tradicional "Festa da Soja". Após a festa e no mesmo recinto, realiza-se um festival ecumênico tendo como base a Musica Gospel.
No mês de julho, comemora-se a Festa do Padroeiro São Joaquim, no dia 26, e posteriormente a tradicional Festa do Senhor Bom Jesus da Lapa. No mês de novembro (18 a 27) acontece a novena em ação de graças a Nossa Senhora das Graças. Anualmente acontece na cidade a "procissão de São Cristóvão, uma das procissões religiosas com veículos automotores. Em 2015 foram contabilizados, entre motos, automóveis de passeio, caminhões, e ônibus, mais de 12 mil veículos, que por horas desfilaram diante da imagem do santo para receber a benção anual.

## Filhos ilustres
- Alison dos Santos
- Ana Maria Braga
- Carlos Alberto Bianchesi
- Paulo de Tarso Vannuchi
- Rolando Boldrin

## Religião
O Cristianismo se faz presente na cidade da seguinte forma:

### Igreja Católica
- A igreja faz parte da Diocese de Franca.[15]

### Igrejas Evangélicas
Entre as igrejas protestantes históricas, pentecostais e neopentecostais, encontram-se na cidade:
- Assembleia de Deus Ministério do Belém.[18][19]
- Congregação Cristã no Brasil.[20]